# Zboró
Zboró (szlovákul Zborov) község Szlovákiában, az Eperjesi kerület Bártfai járásában.

## Fekvése
Bártfától 9 km-re északkeletre, a Kamenica-patak völgyében fekszik.

## Nevének eredete
Neve a szláv Zbor személynévből származik.

## Története
A hagyomány szerint a falut IV. Béla Makó nevű híve kapta adományként a királytól és oda a tatárjárás után várat épített. Valószínűbb azonban hogy Zboró, vagy más néven Makovica várát 1270 körül Biberstein Ottó építtette. Először „Makouicha” néven I. Lajos magyar király 1347. április 26-án kelt oklevelében, majd 1349-ben a jászói konvent oklevelében említik. A falu 1355-ben szerepel először I. Lajos oklevelében „Villam Zbro et in ipsa capellam et molemdinum”, azaz Zboro falu kápolnájával és malmával összefüggésben. Eszerint már ekkor volt egy fából épített kápolna a faluban, melyet majd 1492-ben is említenek. Egyházilag Zboró egészen a 16. századig Szemelnye filiája volt. 1364-ben szolgálataiért és hűségéért Ónodi Czudar Péter kapta meg királyi adományként Galbatő vámjával együtt. Az új birtokos az uradalom intenzív betelepítéséhez kezdett. Az Erzsébet királyné és Albert király közti viszály idején huszita hadak pusztították az uradalmat. 1470-ben Czudar Jakab halálával kihalt a Czudar család és az uradalom a királyra szállt.
1471-ben Hunyadi Mátyás a várat és uradalmát híveinek, a Rozgonyiaknak adta. Még ebben az évben lengyel hadak dúlták fel a vidéket a Mátyás és Kázmér lengyel király közti harcok idején. 1491–92-ben a Mátyás halálát követő trónharcok során újabb lengyel támadás érte a települést, ekkor az egész uradalom elpusztult. 1512-ben az uradalom újra a királyra szállt, aki a Tarczayaknak adta, majd a mohácsi csata után Szapolyai János birtoka lett. Ekkoriban épült a falu első temploma is, melynek építési dátuma nem ismert – a Rozgonyi vagy a Tarczay család nevéhez fűződik –, de a templom és a plébánia épülete 1541-ben már biztosan állt. 1540-ben Szapolyai halála után I. Ferdinánd király a birtokot hívei, a Dessewffy, Péchy és Tachy családok között osztotta fel. A megosztottság 1548-ig tartott, amikor a vár és uradalma királyi adományként Kassa kapitányáé, Serédy Gáspáré lett. Az új birtokos a közeledő török veszély hatására a vár megerősítéséhez látott, melyhez a korszerű várépítészetben járatos olasz mestereket hozatott. Új lakó és gazdasági épületeket, reneszánsz várpalotát és magas falakat emeltetett. 1571-ben az uradalom Balassa András nógrádi ispáné lett, aki Serédy Gáspár özvegyét, Méray Annát vette feleségül.
A várat 1601-ben Rákóczi Zsigmond vásárolta meg és rendbe hozatta. Később azonban a község északnyugati végén építtetett várkastélyt magának. A falu a 17. század elején építette fel az első kőtemplomát a régi temető területén. A régi fatemplomot Hosszúrét kapta meg, ahol 1787-ig állt. A templomot végül 1655. december 5-én szentelte fel Kisdy Benedek egri püspök képviselője Antiokheiai Szent Margit tiszteletére. A várkastélyban volt 1666-ban I. Rákóczi Ferenc és Zrínyi Ilona lakodalma. Rákóczi halála után Zrínyi Ilona Thököly Imre felesége lett, így a vár a Habsburg ellenes felkelés egyik erősségévé vált. 1684-ben Zrínyi Ilona védte, a Schlutz generális vezette császáriak azonban 1684. október 14-én elfoglalták és lerombolták. A kastély Rákóczi Julianna hozományaként az Aspremont, majd Erdődy családé lett.
A 18. század végén Vályi András így ír róla: „ZBORÓ. Orosz Mezőváros Sáros Várm. földes Urai Gr. Áspermont, és Gr. Szirmay Uraságok, a’ kiknek kastéllyaik jelesítik, lakosai katolikusok, papiros malma, ’s ispotállya is van; határja termékeny, erdeje, legelője, réttye van, piatza közel.”
Fényes Elek 1851-ben kiadott geográfiai szótárában így ír a faluról: „Zboró, Sáros v. tót-orosz m. v. Bártfához északra 1 1/2 mfd., közel a gallicziai szélekhez: 1900 r. kath., 192 g. kath., 5 evang., 198 zsidó lak. Kath. paroch. templom. Synagoga. A város feje a makoviczi nagy uradalomnak, melly hajdan herczegség volt. Ezen uradalmat Serédy Gáspár birta, s ez adá el Rákóczynak 16000 darab aranyért. Később egyetlen leányát Aspermont gr. cs. vezér vévén el, ennek kezére jött; mostani birtokosai pedig gr. Erdődy György és gr. Szirmay család. Van itt két kastély, mellyekből a felső bástyákkal kerített, s egy kéttornyu templomot és egy nagy udvart foglal magába. Az udvaron kivül két sorban 100 hársfa áll, mellyek onnan nevezetesek, mivel Rákóczy György minden levél irásánál e szavakat szokta használni: „Datum Zboroviae sub centum tiliis.” A most leirtt várkastély gr. Erdődyé; az alsó egy angol kertrtel együtt gróf Szirmayé. Mind a két udvaron egy patak folyik keresztül. Van itt sok gazdasági épület, papirosmalom, pálinka és sörfőzőház, tehenészet, kórház; a lakosok közt sok csizmadia és timár. – A régi makoviczi vár egy erdős, magas hegy tetejére épittetett, de most omladékokban hever. Azonban bir itt még gr. Csáky Miklós alapitványi tömege is, melly az esztergomi káptalan felügyelete alatt van. Áll e birtok Zboró mezővárosban 500 hold szántóföldből, 80 kapás hegyi rétből, Dubova helységben korcsmából és egy malomból, mind a három helység határában fekvő összesen 1080 hold kiterjedésű erdőből, és Zborón gőzgéppel dolgozó szeszgyárból.”
1876. március 23-án a templom tornya és tetőszerkezete egy tűzvészben leégett, de újjáépítették. Az 1800-as évek végén a kastélyban tűzvész pusztított. A várkastély 1914-ben ágyútűzben pusztult el a mellette álló templommal együtt, azóta rom. Másik temploma 1915 őszén, az első világháború során újra súlyos károkat szenvedett. A trianoni diktátumig Sáros vármegye Bártfai járásához tartozott.

## Népessége
| Év:            | 1994. | 2004.    | 2014.    | 2024.   |
| -------------- | ----- | -------- | -------- | ------- |
| Emberek száma: | 2424  | 2864     | 3346     | 3670    |
| Eltérés:       |       | +18,15 % | +16,82 % | +9,68 % |

| Év:            | 2023. | 2024.   |
| -------------- | ----- | ------- |
| Emberek száma: | 3623  | 3670    |
| Eltérés:       |       | +1,29 % |

1910-ben 2205 lakosa volt, ebből 1341 szlovák anyanyelvű (60,8%), a német anyanyelvűek létszáma 653 (29,6%), a magyar anyanyelvűeké 80 (3,6%) volt. Lengyelek és cigányok összesen 125-en laktak a községben (ez 5,7%-os részarányt jelent), a legkevesebb a ruszin anyanyelvű volt: 6 fő.
2011-ben 3184 lakosából 2543 szlovák, 449 cigány, 21 ruszin és 19 ukrán volt.

## Nevezetességek
- A falutól délre, a 450 m magas hegy tetején állnak Makovica várának romjai.
- Antiokheiai Szent Margit tiszteletére szentelt, római katolikus temploma 1655-ben épült barokk stílusban. Gazdagon díszített oltárai a 17. században készültek. Kelyhei, cibóriuma és monstranciája 17.–18. századiak. 1901-ben a templomot megújították.

- A Rákóczi-kápolna a templom fő mecénásának, Rákóczi Erzsébetnek az adományából épült, művészi díszítése a mai napig fennmaradt.

- Szent Zsófia tiszteletére szentelt templomát 1640-ben II. Rákóczi György felesége és I. Rákóczi Ferenc édesanyja, Báthory Zsófia építtette a kastély templomaként, majd 1731-ben átépítették. 1915-ben az I. világháború idején leégett és boltozata beomlott, de újjáépítették. Sírboltjában nyugszik az Aspremont család több tagja.
- A zborói Rákóczy-kastélyt 1625 körül Rákóczi Pál építtette, aki itt hunyt el 1633. március 12-én. 1640-ben hozzá építették a Szent Zsófia templomot. 1660 körül bővítették. A vár lerombolása után ide költözött az uradalom központja. A 18. századtól az Aspremont család birtoka volt. Az I. világháború idején leégett és az 1950-es években lebontották. A kastélyrom kéményén a két világháború között gólya fészkelt.[5]
- A temetőben álló Krisztus-kápolnát mai formájában az Aspremont család építtette a 18. században. Elődje – a falu első fakápolnája – már a 14. században állt.
- A Szent Anna-kápolnát 1700 körül gróf Rákóczi Julianna, II. Rákóczi Ferenc testvére építtette barokk stílusban.
- A község felső végén, a komlósi út mellett álló Krisztus keresztre feszítése kápolna 1757-ben épült. A 19. század második felében renoválták.
- A Szentháromság-kápolna a község északi végén épült – az 1864-ben vagy 1884-ben épített, de 1921-ben lebontott régi kápolna helyén – 1922-ben Jozef Slosarčík helyi lakos költségén.
- A község nyugati részén állt a Batek család kápolnája, melyet Batek Károly építtetett 1875-ben.
- Az Immaculata-szobrot a 18. század második felében készítették, a kastély előtt áll.
- A Serédy-kastélyt a 16. század közepén építették reneszánsz stílusban, 1548-ban említik először. Később többször átépítették. Az Erdődy, majd a Clary-Aldringen családé lett. 1907-ben az erdőgazdaság vásárolta meg. Az 1960-as évek közepén leégett, azóta rom.
- A Szirmay-kastélyt a 18. század közepén építette a Szirmay család. Az első világháború idején semmisült meg, az 1930-as években készített fényképeken még láthatók romjai. Mára nyoma sem maradt.
- A zsinagóga is az 1915-ös orosz támadásban semmisült meg.
- Az 1992-ben felszentelt katonai temető a második világháborúban e környéken elesett német katonáknak állít emléket.

## Neves személyek
- Itt született 1654-ben Rákóczi Erzsébet költőnő, Rákóczi László leánya.
- Itt született 1732. április 11-én Wagner Károly jezsuita szerzetestanár, történész, műfordító, egyetemi tanár.
- Itt született 1732. május 6-án Cervus Ádám bencés rendi szerzetes.
- Itt született 1867-ben Rabbi Jesaje Steiner (1867–1925), későbbi bodrogkeresztúri csodarabbi.
- Itt született 1875-ben Tost László, Kassa alpolgármestere, országgyűlési képviselő és 1876-ban testvére, Tost Barnabás, felsőházi tag, pápai prelátus, Fischer-Colbrie Ágoston püspök titkára, majd Kassa választott plébánosa. Mások mellett a Keresztényszocialista Párt szervezői.
- Itt született 1914. március 4-én Hegyi Barnabás Kossuth-díjas filmoperatőr.
- Itt született Gabriel Lukáč szlovák régész.
- Itt kötött házasságot 1666. március 1-jén I. Rákóczi Ferenc és Zrínyi Ilona.
- Itt halt meg fiatalon 1676. július 8-án I. Rákóczi Ferenc erdélyi fejedelem.